# Sud-Bandama
Sud-Bandama é uma das 19 regiões da Costa do Marfim.

## Dados
Capital: Divo
Área: 10 650 km²
População: 826 300 hab. (2002)

## Departamentos
A região de Sud-Bandama está dividida em dois departamentos:
- Divo
- Lakota